# Roháčský vodopád
Roháčský vodopád také nazývaný Horní Roháčský vodopád (slovensky Roháčsky vodopád) je vodopád na Slovensku v Západních Tatrách. Nachází se v Roháčích asi 12 km východně od obce Zuberec, v okrese Tvrdošín. Jde o výše položený ze dvou vodopádů na vysokém dolním prahu Spálené doliny.

## Charakteristika
Jedná se o ledovcový, částečně selektivní typ vodopádu na granodioritovém podloží. Je napájený přítokem Studeného potoka ze Spálené doliny, který je nad vodopádem v nadmořské výšce 1250 m široký 2 m. Jeho výška je přibližně 18 m.

## Přístup
Odbočka k vodopádu je součástí naučné stezky okolo Roháčských ples.